# Погружение (виртуальная реальность)

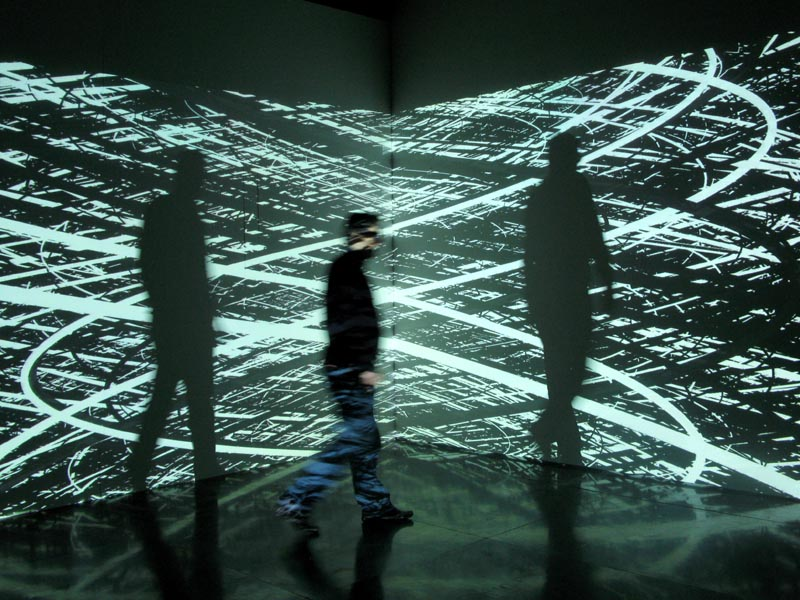
Установка для просмотра иррациональной геометри Паскаля Домби, 2008

Погруже́ние — это состояние сознания, часто искусственное, при котором самоосведомлённость субъекта о своём физическом состоянии уменьшается или теряется совсем. Это психическое состояние часто сопровождается ощущением бесконечности пространства, сверхсосредоточенностью, искажённым чувством времени, а также лёгкостью действий. Термин широко применяется для описания погружения в виртуальную реальность, искусства инсталляции и видеоигр, но при этом неясно, используется ли это слово единообразно. Этот термин относится также к часто используемым модным словам, поэтому смысл его довольно нечёткий, но он несёт в себе оттенок чего-то захватывающего.
Ощущение погружения в виртуальную реальность можно описать как полное присутствие внутри внушаемого пространства виртуальных предметов, где всё относящееся к этому пространству обязательно предполагает его «реальность», а субъект кажется совсем отключённым от внешнего физического мира.

## Типы погружения

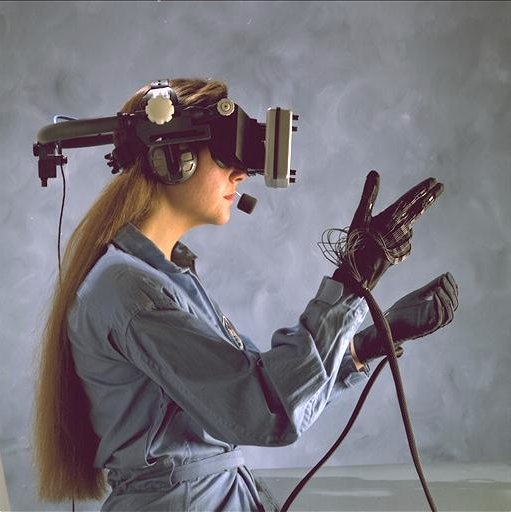
Классический шлем виртуальной реальности

Согласно Эрнсту Адамсу, разработчику и консультанту компьютерных игр, погружения можно поделить на три основных категории:
Тактическое погружение
Тактические погружения ощущается при выполнении тактических операций, требующих сноровки. Игроки чувствуют себя «в ударе» при выполнении действий, которые приводят к успеху.
Стратегическое погружение
Стратегическое погружение более интеллектуальное, оно связано с решением умственных проблем. Шахматисты испытывают стратегическое погружение при выборе правильного решения среди широкого спектра возможностей.
Повествовательное погружение
Повествовательное погружение происходит тогда, когда игрок проникается сюжетом, оно похоже на то, что испытывает человек при чтении книги или при просмотре фильма.
Стефан Бьорк и Юсси Холопайнен в книге Шаблоны по гейм-дизайну делят погружения на аналогичные категории, но называют их сенсорно-моторные, когнитивные и эмоциональные, соответственно.
Эмоциональное погружение
Эмоциональное погружение происходит тогда, когда игрок начинает переживать эмоции:
От первого лица: которые должен испытывать управляемый им персонаж в игре.
От третьего лица: которые пытаются добавлять правильные действия и удачу персонажа, героя игры.
В дополнение к ним они добавили ещё три новых категории:
Сенсорное погружение
Ощущение попадания в трехмерную среду и интеллектуальное стимулирование ею. Игрок испытывает единство времени и пространства, сливается с изображаемой средой, и она воздействует на его впечатления и сенсорное самовосприятие.
Пространственное погружение
Пространственное погружение происходит тогда, когда игрок ощущает моделируемый мир чувственно убедительным. Игрок начинает ощущать размеры игрового пространства и расстояния находящихся от него объектов. Игрок считает, что он на самом деле «там», и что видимый им мир выглядит и ощущается «реально».
Психологическое погружение
Психологическое погружение происходит тогда, когда сознание игрока как бы переходит управляемому персонажу в компьютерной игре. При этом чувствует физическое тело находящееся в реальном мире, посредством которого происходит управление персонажем игры.

## Погружение в виртуальную реальность

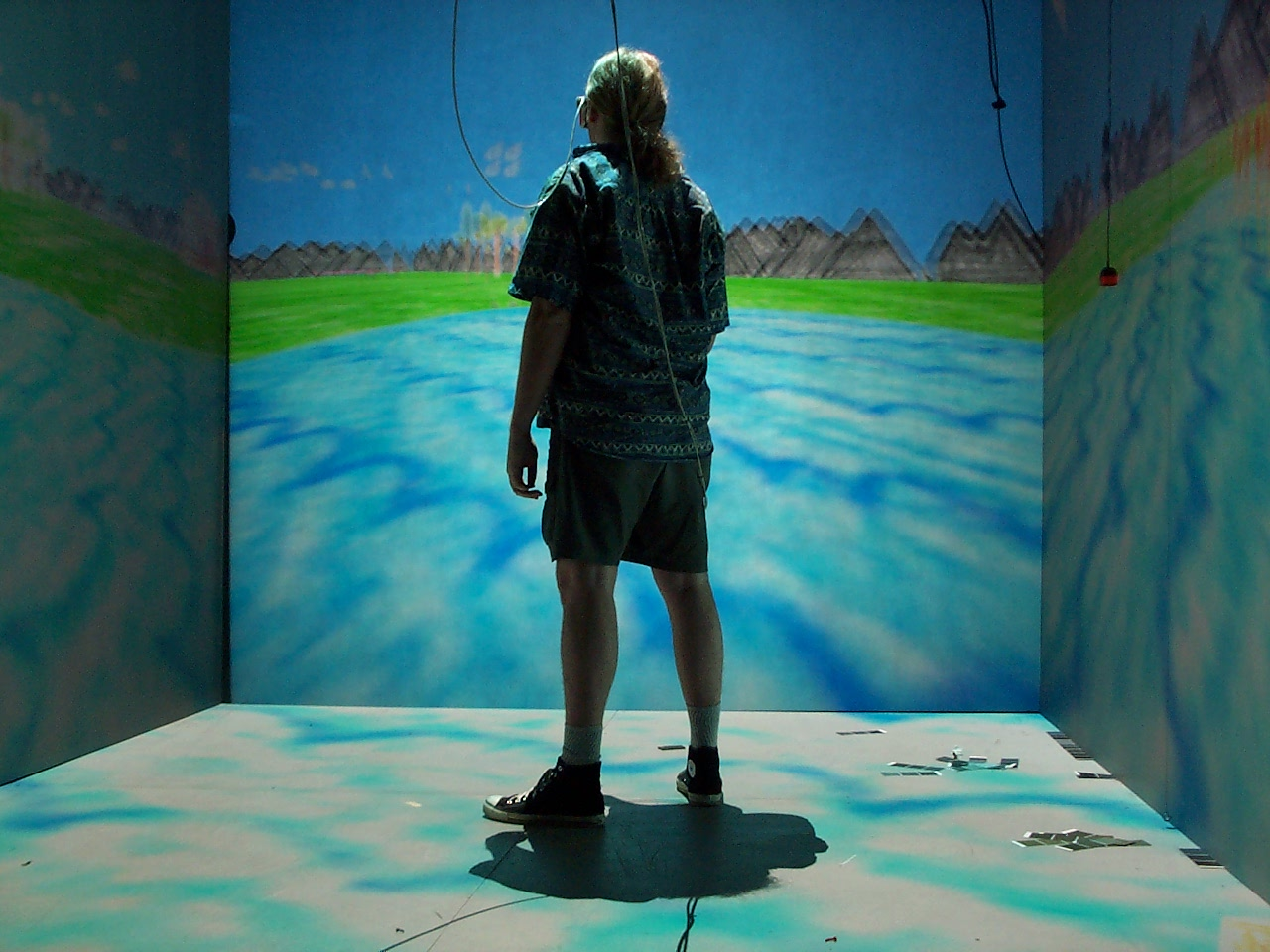
Комната виртуальной реальности в технологии CAVE

Погружение в виртуальную реальность — это гипотетическая технология будущего, которая существует сейчас по большей части как виртуальная реальность в арт-проектах. Она заключается в погружении в искусственную среду, где пользователь чувствует себя точно также, как в обычной реальности консенсуса.

### Прямая стимуляция нервной системы
Самым продуманным методом является создание ощущений, в котором виртуальная реальность «вставляется» в нервную систему напрямую. В функциональной / обычной биологии человек взаимодействует с реальностью консенсуса посредством нервной системы. Через нервные импульсы он получает входную информацию от всех органов чувств. Они дают нейронам ощущения повышения восприятия. Если человек будет получать на входе искусственно созданные нервные импульсы, его нервная система будет адекватно реагировать и формировать реальные выходные нервные импульсы, позволяющие ему взаимодействовать с виртуальной реальностью. (См., например, Солипсизм.) При этом реальные входные импульсы от тела к центральной нервной системе должны быть предотвращены.

### Требования
Понимание работы нервной системы
Потребуется всеобъемлющее понимание того, какие нервные импульсы соответствуют определённым ощущениям и какие двигательные импульсы вызывают нужные мышечные сокращения. Это позволит создавать правильные ощущения пользователя и вызывать правильные действия в среде виртуальной реальности. В настоящий момент наиболее многообещающим проектом научных исследований является Blue Brain Project, в котором сформулирована идея: путём разработки крупномасштабных компьютерных моделей понять, как работает мозг.
Манипуляции с ЦНС
Очевидно, нервной системой необходимо манипулировать. Пока для этого предлагаются неинвазивные устройства с использованием излучения, но в скором времени, вероятно, станут доступны кибернетические имплантаты, которые будут более точными. Манипуляция может потребоваться на любом участке нервной системы, но воздействие на спинной мозг, по-видимому, является самым доступным, поскольку через него проходят все нервы. Возможно, он будет единственным местом для воздействий. Молекулярные нанотехнологии, как кажется, смогут обеспечить требуемую степень точности, они также позволят встраивать имплантаты внутри тела без операций.
Компьютерная техника и программное обеспечение для обработки входов / выходов
Потребуется очень мощный и, вероятно (но не обязательно), сильный искусственный интеллект, чтобы обработать все сигналы, поступающие от ЦНС, запустить моделирование виртуальной реальности, приближающейся по сложности к реальности консенсуса, и перевести все её события в полный набор нервных импульсов для пользователя. Сильный искусственный интеллект может также потребоваться для написания программы по имитации достойной виртуальной реальности.

## Цифровая среда погружения

Гигантская интерактивная установка виртуальной реальности Мориса Бенаюна, выставка Cosmopolis (2005)

Цифровая среда погружения — это искусственная, интерактивная, созданная с помощью компьютера сцена или «мир», внутрь которого может погрузиться пользователь.
Цифровую среду погружения можно рассматривать как синоним виртуальной реальности, но без предположения, что моделируется физическая реальность. Цифровая среда погружения может быть моделью реальности, но она также может быть пользовательским интерфейсом с полной фантазией или абстракцией, пока пользователь среды погружается в неё. Определение погружения трактуется широко и расплывчато, но здесь оно подразумевает просто то, что чувствует пользователь в том случае, когда он является частью моделируемой «вселенной». Успех реального погружения пользователя в цифровую среду погружения зависит от многих технических факторов, например, от правдоподобия трёхмерной графики, объемного звука, интерактивного пользовательского ввода, а также других факторов: простоты, функциональности и возможности наслаждения. В настоящее время в стадии разработки находятся новые технологии, которые по утверждениям добавят различные дополнительные реалистичные эффекты в окружающую игроков среду, например, ветер, вибрации сиденья и имитацию внешнего освещения.

### Восприятие
Чтобы создать ощущение полного погружения и чувство физической реальности, все пять органов чувств должны воспринимать цифровую среду (зрение, слух, осязание, обоняние, вкус). Технология погружения должна подменить реальные ощущения окружающего мира на внушаемые в органы чувств посредством:
- Панорамного стереоскопического дисплея (зрение)
- Объемного звука (слух)
- Тактильного ощущения и сильной обратной связи (осязание)
- Воспроизведения запаха (обоняние)
- Воспроизведения вкуса (вкус)

### Взаимодействие
Когда органы чувств достаточно хорошо верят в представление, а цифровая среда становятся как бы реальностью, пользователь должен иметь возможность взаимодействовать с окружающей средой естественным, интуитивным способом. Среда погружения может реагировать на действия и движения пользователя, например, имеется система отслеживания движений, компьютерное зрение, управление жестами. Интерфейсы управления мозгом реагируют на мозговую активность пользователя.
Радиосвязь нейронного интерфейса с нервной системой.

### Примеры и применение
Компьютерные игры от простых аркад до многопользовательских онлайн-игр, учебные программы, такие как авиасимулятор и автомобильные тренажёры. Развлекательные системы, такие как тренажёры средств передвижения, которые погружают всадников/игроков в виртуальную цифровую среду увлекательной езды, мир визуальных и звуковых сигналов. На тренажёре езды по горам Вирунга в Руанде можно встретить племя горных горилл, а можно совершить путешествие через артерии и сердце и стать свидетелем образования налёта, таким образом можно узнать о холестерине и его влиянии на здоровье.
Есть также художественные инсталляции, созданные Knowbotic Research, Донной Кокс, Ребеккой Аллен, Морисом Бенаюном, Чаром Дэвисом, Studio IMC и Джеффри Шоу.
В более общем виде к примерам цифровой среды погружения относятся:
- Любое компьютерное приложение или программное обеспечение.
- Интерактивные телевизионные шоу или сервис, такие как текст телеканала CNN.
- Взаимодействие через VoIP или сессии чата.
- Физическая среда/пространство погружения с окружающими цифровыми изображениями и звуком, например, технология CAVE.
- Использование шлема с дисплеем для просмотра фильмов, с отслеживанием движения головы, так что зрителю представляется, что он находится внутри сцены.[8]

В какой-то степени заставки и DVD фильмы также относятся к цифровой среде погружения, хотя обычно они не являются интерактивными.